# Belemnia pavonia
Belemnia pavonia là một loài bướm đêm thuộc phân họ Arctiinae, họ Erebidae.